# Raymond Fénard
Raymond Albert Fénard (Sens, 7 gennaio 1887 – Berna, 8 marzo 1957) è stato un ammiraglio francese, veterano della prima guerra mondiale, dove prese parte alla campagna dei Dardanelli.
Negli anni tra le due guerre mondiali fu comandante del cacciatorpediniere Vauban, Vice capo del gabinetto militare del Ministro della marina sotto i Ministri Georges Leygues, Albert Sarraut, François Piétri e César Campinchi, nel 1936 fu il primo comandante della nave da battaglia veloce Dunkerque, venne promosso contrammiraglio nel 1938. Stretto collaboratore dell'ammiraglio François Darlan, nel giugno 1940 assunse il comando della marina dell'Algeria. Dopo l'inizio dell'Operazione Torch), su autorizzazione di Darlan, negoziò con il rappresentante del governo statunitense, Robert Murphy, e con il generale Mark Wayne Clark, l'alleanza tra le forze francesi presenti in Nord Africa e gli Alleati. Per questo fatto fu condannato a morte in contumacia dal governo di Vichy, e tutti i suoi beni materiali in madrepatria furono confiscati. Nel mese dicembre dello stesso anno, su incarico del generale Henri Giraud, assunse l'incarico di Segretario generale del neocostituito Consiglio imperiale, e nel gennaio 1943 fu posto a Capo della missione navale francese negli Stati Uniti, dove svolse opera preziosa al fine di ottenere nuove navi per la Marine nationale, e la riparazione di quelle esistenti. Membro del Consiglio superiore della Marina dall'ottobre 1945, Capo di stato maggiore francese presso il Comitato congiunto dei Capi di Stato maggiore Alleati dal novembre successivo, fu promosso Viceammiraglio di squadra nel maggio 1946, e nell'agosto dello stesso anno fu membro della delegazione francese presso il Comitato congiunto dei Capi di Stato maggiore Alleati.

## Biografia

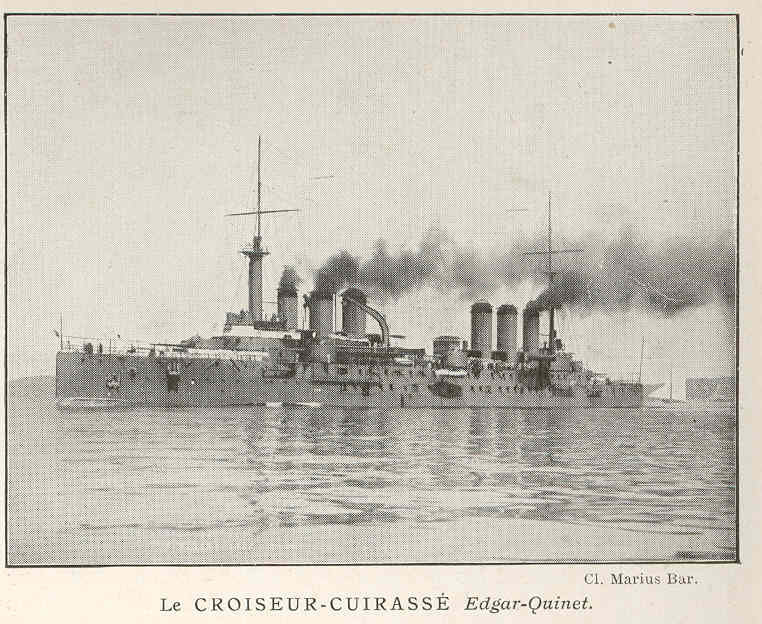
L'incrociatore corazzato Edgar Quinet.

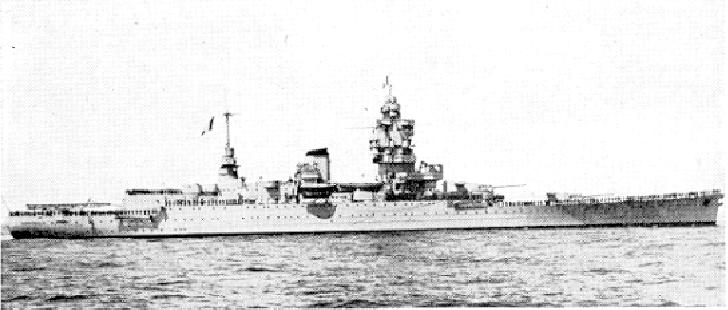
La nave da battaglia veloce Dunkerque.

Nacque a Sens il 7 gennaio 1887. Nell'ottobre 1905 entrò come allievo presso l'École navale, da cui uscì nell'ottobre 1908 con il grado di guardiamarina di 2ª classe. Partecipò a una campagna d'istruzione in Madagascar, imbarcato sul Vaucluse, passando poi in servizio sulla nave da battaglia République appartenente alla squadra del Mediterraneo. Guardiamarina di 1ª classe dall'ottobre 1910, prestò servizio sul cacciatorpediniere Hache, e poi sulla nave da battaglia Condorcet, brevettandosi ufficiale d'artiglieria nel 1913. Durante la prima guerra mondiale fu imbarcato sulla Condorcet (1915-1916), partecipando alla campagna dei Dardanelli, e poi sul cacciatorpediniere Protet (1916-1917), venendo promosso tenente di vascello nel marzo 1917. Nel corso del 1918 compì una missione in Gran Bretagna per specializzarsi in armamenti navali, navigando sulla nave da battaglia Queen Elizabeth, che gli valse un encomio solenne da parte del Ministro della marina. Aiutante di campo dell'ammiraglio Gabriel Darrieus (1919-1920), Prefetto marittimo di Biserta (Tunisia), divenne ufficiale di Stato maggiore nel dicembre 1922, e poi aiutante di campo dell'ammiraglio Jean Ratyé. Dopo aver frequentato la Scuola di guerra navale fu promosso capitano di corvetta nel giugno 1923, tra il 1924 e il 1925 fu comandante del cacciatorpediniere Bouclier e poi seguì il completamento della nuova torpediniera Bourrasque, di cui fu comandante tra il 1925 e il 1927. 
Divenuto capitano di fregata nel gennaio 1927, François Darlan lo scelse come suo secondo sugli incrociatori scuola Jeanne d'Arc e Edgar Quinet (1928-1929). Dal 1929 comandò il cacciatorpediniere Vauban, e classificatosi al primo posto nel concorso del 1931 fu assegnato all'Ufficio degli studi scientifici. 
Nel 1932 divenne Vice capo del gabinetto militare del Ministro della marina Georges Leygues, servendo poi anche sotto i ministri Albert Sarraut, François Piétri e César Campinchi, con cui collaborò alla stesura dei piani di potenziamento navale. Nominato capitano di vascello il 7 marzo 1933. Seguì il completamento della nuova nave da battaglia veloce Dunkerque di cui assunse il comando all'atto dell'entrata in servizio nel 1936.
Insegnante presso il Collegio degli alti studi navali a Tolone, fu promosso contrammiraglio  nel novembre 1938 ed è assegnato al comando della difesa del settore di Tolone nel febbraio 1939. Dopo lo scoppio della seconda guerra mondiale, nel mese di dicembre comanda la centro esperienze scientifiche, e poi dal giugno 1940, dopo la firma del armistizio di Compiègne con la Germania nazista, la marina in Algeria. 
Nel marzo 1941 fu promosso viceammiraglio, e dal mese di luglio fu nominato Segretario generale permanente della delegazione generale del governo nell'Africa francese. Considerato il braccio destro dell'ammiraglio Darlan, ospitò quest'ultimo quando si recò improvvisamente ad Algeri nel novembre 1942 per assistere il figlio Alain gravemente malato, che era stato ricoverato in ospedale. Subito dopo l'arrivo di Darlan gli Alleati sbarcarono nel Nord Africa (Operazione Torch), e in seguito a negoziati diretti, autorizzati da Darlan, tra lui e Robert Murphy e il generale Mark Wayne Clark, l'ammiraglio acconsentì a che le forze armate francesi presenti nell'Africa del nord si unissero a quelle alleate. Per aver collaborato con Darlan a questo scopo fu condannato a morte in contumacia dal governo di Vichy, e tutti i suoi beni materiali in madrepatria furono confiscati. 
Nel mese di dicembre, su incarico del generale Henri Giraud, egli assunse l'incarico di Segretario generale del Consiglio imperiale, responsabile delle relazioni con gli Stati Uniti d'America.
Nel gennaio 1943 fu posto a Capo della missione navale francese negli Stati Uniti, e negoziò il riarmo e l'ammodernamento della flotta francese. Accreditatosi negli USA lavorò alacremente per ottenere la cessione di navi moderne, come cacciatorpediniere di scorta e portaerei, la riparazione di quelle nazionali rimaste danneggiate dagli avvenimenti bellici del 1940-1942, e per la riparazione della moderna nave da battaglia Jean Bart, rimasta incompleta nel 1940, e danneggiata durante l'operazione Torch da alcuni proiettili da 406 mm sparati dalla corazzata statunitense Massachusetts.  Nel corso del 1943 fu intermediario tra il governo di Algeri e quello di Washington per ricomporre la crisi creatasi al rifiuto dell'Alto Commissario per le Antille e la Guyana francese, ammiraglio Georges Robert, che rimasto fedele al governo di Vichy si rifiutava di unirsi agli Alleati nella lotta contro le potenze dell'Asse. Al fine, nel mese di giugno, Robert accettò il passaggio di consegne con un rappresentante del CFLN e la crisi poté dirsi risolta. Membro del Consiglio superiore della Marina dall'ottobre 1945, Capo di stato maggiore francese presso il Comitato congiunto dei Capi di Stato maggiore Alleati dal novembre successivo, fu promosso Viceammiraglio di squadra nel maggio 1946, e nell'agosto dello stesso anno fu membro della delegazione francese presso il Comitato congiunto dei Capi di Stato maggiore Alleati. Si spense a Berna, in Svizzera, l'8 marzo 1957.

### Annotazioni
1. ↑  Qui conobbe la sua futura moglie.
2. ↑  In lingua francese: Collège des hautes études navale.
3. ↑  Murphy era il rappresentante americano ad Algeri, e i negoziati avevano il fine di preparare l'ingresso in guerra della Francia al fianco delle potenze Alleate.
4. ↑  Visto che la nave non si poteva riparare e rendere operativa in meno di 22 mesi (sei solo per trasferirla negli Stati Uniti, e sedici per costruire ex-novo i cannoni da 380 mm) chiese anche, invano, al CSS, di convertirla in nave portaerei.

### Fonti
1. 1 2 3 4 5  Taillemite 2002, pp. 182-183.
2. 1 2 3 4 5 6 7 8 9 10  Cols Bleus n.513, 14 septembre 1957, p. 2.
3. 1 2 3 4  Vascotto 2011, p. 8.
4. ↑  Vascotto 2011, p. 7.
5. 1 2  Vascotto 2011, p. 9.
6. 1 2  Vascotto 2011, p. 13.
7. ↑  Vascotto 2011, p. 14.
8. ↑  Valor Military Times.